# Tasso, Corse-du-Sud
Tasso är en kommun i departementet Corse-du-Sud på ön Korsika i Frankrike. Kommunen ligger  i kantonen Zicavo som tillhör arrondissementet Ajaccio. År 2022 hade Tasso 88 invånare.

## Befolkningsutveckling
Antalet invånare i kommunen Tasso
Referens:INSEE